# Mike Mitchell
Mike Mitchel (* 1983) je americký basketbalista hrající českou Národní basketbalovou ligu za tým NH Ostrava. Hraje na pozici rozehrávače.
Je vysoký 182 cm, váží 70 kg. V minulosti hrál v USA za New Mexico State University v Texasu. Nyní hraje za BK NH Ostrava, kde je hlavním článkem v kostře základní pětky. V lize si udržuje výborné průměry, v zápase s Pardubicemi se však zranil a Ostravě chyběl 6 zápasů. V Play-Off si udržoval svoje průměry, ale ani ty nepomohly Ostravě k postupu do dalšího kola přes skvělý tým Nymburku, i když první zápas, který hrála Ostrava doma, vyhrála.

## Statistiky v NBL
| Sezóna   | Soutěž      | Odehrané minuty | Průměr na zápas | Body | Průměr na zápas | Asistence | Průměr na zápas |
| -------- | ----------- | --------------- | --------------- | ---- | --------------- | --------- | --------------- |
| 2006/07* | Mattoni NBL | 1219,6          | 33,0            | 666  | 18,0            | 157       | 4,2             |

* Rozehraná sezóna - údaje k 20. 1. 2007